# Fenerbahçe Spor Kulübü 2017-2018 (pallacanestro maschile)
Questa voce raccoglie le informazioni riguardanti il Fenerbahçe Spor Kulübü nelle competizioni ufficiali della stagione 2017-2018.

## Stagione
La stagione 2017-2018 del Fenerbahçe sponsorizzata Doğuş Group, è stata la 52ª stagione nel massimo campionato turco di pallacanestro, la Basketbol Süper Ligi.

## Maglie
| Casa | Trasferta |

## Organigramma societario
Aggiornato al 28 dicembre 2017.
- Presidente: Aziz Yıldırım
- Dirigente responsabile: Salih Ozan Balaban
- General manager: Maurizio Gherardini
- Team manager: Cenk Renda
- Direttore delle operazioni: Defne Patır
- Ufficio stampa: İlker Üçer
- Marketing: Murat Tankut

- Allenatore: Željko Obradović
- Assistenti: Vladimir Androić, Erdem Can, Josep Maria Izquierdo, Berkay Oğuz
- Preparatori atletici: Predrag Zimonjic, İlker Belgutay
- Medico sociale: İsmail Başöz
- Fisioterapista: Rıza Özdemir
- Massaggiatori: Yılmaz Mete, Yılmaz Özköksal

## Roster
Aggiornato al 28 dicembre 2017.
| Fenerbahçe Doğuş 2017-18 | Fenerbahçe Doğuş 2017-18 |
| Giocatori                | Staff tecnico            |
| ------------------------ | ------------------------ |

| N. | Naz.                                        | Ruolo | Nome                 | Anno | Alt.   | Peso   |  |
| -- | ------------------------------------------- | ----- | -------------------- | ---- | ------ | ------ |  |
| 1  | Stati Uniti (bandiera)                      | AC    | Jason Thompson       | 1986 | 211 cm | 113 kg |  |
| 3  | Turchia (bandiera)                          | G     | Ergi Tirpanci        | 2000 | 200 cm | 93 kg  |  |
| 4  | Italia (bandiera)                           | AG    | Nicolò Melli         | 1991 | 205 cm | 107 kg |  |
| 5  | Turchia (bandiera)                          | A     | Barış Hersek         | 1988 | 208 cm | 104 kg |  |
| 9  | Turchia (bandiera)                          | C     | Ahmet Duran          | 1999 | 206 cm | 118 kg |  |
| 10 | Turchia (bandiera)                          | G     | Melih Mahmutoğlu (C) | 1990 | 191 cm | 85 kg  |  |
| 11 | Stati Uniti (bandiera)                      | G     | Brad Wanamaker       | 1989 | 193 cm | 95 kg  |  |
| 16 | Grecia (bandiera)                           | PG    | Kōstas Sloukas       | 1990 | 190 cm | 95 kg  |  |
| 18 | Turchia (bandiera)                          | AP    | Egehan Arna          | 1997 | 203 cm | 93 kg  |  |
| 21 | Stati Uniti (bandiera)                      | AP    | James Nunnally       | 1990 | 201 cm | 90 kg  |  |
| 23 | Serbia (bandiera)                           | GA    | Marko Gudurić        | 1995 | 199 cm | 91 kg  |  |
| 24 | Rep. Ceca (bandiera)                        | AG    | Jan Veselý           | 1990 | 213 cm | 110 kg |  |
| 32 | Turchia (bandiera)                          | G     | Sinan Güler          | 1983 | 192 cm | 95 kg  |  |
| 33 | Serbia (bandiera)                           | AP    | Nikola Kalinić       | 1991 | 203 cm | 101 kg |  |
| 35 | Stati Uniti (bandiera) · Turchia (bandiera) | PG    | Ali Muhammed         | 1983 | 178 cm | 73 kg  |  |
| 44 | Giordania (bandiera) · Turchia (bandiera)   | C     | Ahmet Düverioğlu     | 1993 | 210 cm | 121 kg |  |
| 70 | Italia (bandiera)                           | AP    | Luigi Datome         | 1987 | 203 cm | 98 kg  |  |

| Allenatore |
| - Željko Obradović |
| Assistente/i |
| - Vladimir Androić - Erdem Can - Josep Maria Izquierdo - Berkay Oğuz Legenda - (C) Capitano - (IN) Inattivo - Infortunato Roster |

## Mercato

### Sessione estiva
| Acquisti | Acquisti       | Acquisti          | Acquisti         | Acquisti      |
| R.a      | Nome           | da                | Data             | Modalità      |
| -------- | -------------- | ----------------- | ---------------- | ------------- |
| G        | Sinan Güler    | Galatasaray       | 3 luglio 2017    | definitivo    |
| AG       | Nicolò Melli   | Bamberger         | 8 luglio 2017    | definitivo    |
| GA       | Marko Gudurić  | Stella Rossa      | 14 luglio 2017   | definitivo    |
| AC       | Jason Thompson | Shandong G. Stars | 29 luglio 2017   | definitivo    |
| G        | Brad Wanamaker | Darüşşafaka       | 7 settembre 2017 | definitivo    |
| GA       | Jordan Minčev  | Vršac             |                  | fine prestito |

| Cessioni | Cessioni          | Cessioni         | Cessioni          | Cessioni   |
| R.       | Nome              | a                | Data              | Modalità   |
| -------- | ----------------- | ---------------- | ----------------- | ---------- |
| P        | Berk Uğurlu       | Karşıyaka        | 3 luglio 2017     | prestito   |
| G        | Bogdan Bogdanović | Sacramento Kings | 13 luglio 2017    | svincolato |
| C        | Ekpe Udoh         | Utah Jazz        | 21 luglio 2017    | svincolato |
| AC       | Pero Antić        | Stella Rossa     | 11 settembre 2017 | svincolato |
| GA       | Jordan Minčev     | MZT Skopje       | 2 ottobre 2017    | prestito   |

## Risultati

### Basketbol Süper Ligi

#### Regular season
Tutti gli orari fanno riferimento al fuso orario UTC+3.
| Arbitri: | Aytuğ Ekti Erşan Kartal Duhan Köyiçi |

|                      |          |                   |
| Thompson 16          | Punti    | 24 Odum           |
| Sloukas, Wanamaker 4 | Assist   | 2 Altıntığ, Geçim |
| Thompson 9           | Rimbalzi | 7 Thomas          |

| Arbitri: | Emin Moğulkoç Özlem Yalman Polat Parlak |

|                           |          |              |
| McCollum 29               | Punti    | 20 Wanamaker |
| McCollum 5                | Assist   | 3 Sloukas    |
| Dunston, McCollum, Ledo 6 | Rimbalzi | 9 Vesely     |

| Arbitri: | Ahmet Ersan Ergüler Ozan Çakar Ahmet Tatlıcı |

|                       |          |           |
| Vesely 20             | Punti    | Armand 19 |
| Nunnally, Wanamaker 6 | Assist   | Armand 6  |
| Melli 11              | Rimbalzi | Rudd 9    |

| Arbitri: | Mehmet Keseratar Osman Sinan İşgüder Can Mavisu |

|            |          |            |
| Renfroe 13 | Punti    | 18 Gudurić |
| Renfroe 8  | Assist   | 6 Güler    |
| Summers 8  | Rimbalzi | 8 Güler    |

| Arbitri: | Ali Serkan Emlek Kaan Büyükçil Ziya Özorhon |

|                         |          |                  |
| Mahmutoğlu, Nunnally 15 | Punti    | 17 Jones         |
| Sloukas 10              | Assist   | 7 Uğurlu         |
| Thompson 5              | Rimbalzi | 6 Jones, Kennedy |

| Arbitri: | Fatih Arslanoğlu Mehmet Karabilecen Halit Can Cihan |

|             |          |              |
| Wilbekin 30 | Punti    | 22 Wanamaker |
| Okben 5     | Assist   | 5 Sloukas    |
| Johnson 6   | Rimbalzi | 10 Datome    |

| Arbitri: | Ali Şakacı Mehmet Serdar Ünal Mehmet Şahin |

|                         |          |                     |
| Rowland 17              | Punti    | 20 Mahmutoğlu       |
| Doğan Şenli, Marshall 5 | Assist   | 5 Dixon             |
| Rowland 8               | Rimbalzi | 5 Mahmutoğlu, Melli |

| Arbitri: | Zafer Yılmaz Alper Özgök Duhan Köyiçi |

|             |          |                            |
| Nunnally 13 | Punti    | 14 Oğulcan                 |
| Sloukas 6   | Assist   | 6 Wright                   |
| Thompson 9  | Rimbalzi | 4 Baykan, Yıldızlı, Wright |

| Arbitri: | Özlem Yalman Ahmet Tatlıcı Kerem Baki |

|             |          |                           |
| Eldridge 21 | Punti    | 20 Nunnally               |
| Green 6     | Assist   | 8 Nunnally                |
| Green 6     | Rimbalzi | 5 Thompson, Melli, Vesely |

| Arbitri: | Zİya Özorhon Mehmet Karabİlecen Özge Şentürk |

|                                |          |                  |
| Melli 16                       | Punti    | 15 Williams      |
| Mahmutoğlu, Wanamaker, Güler 4 | Assist   | 4 Gagić, Boynton |
| Melli 8                        | Rimbalzi | 8 Williams       |

| Arbitri: | Mehmet Keseratar Kaan Büyükçil Polat Parlak |

|          |          |             |
| Kadji 20 | Punti    | 24 Datome   |
| Ermiş 6  | Assist   | 7 Wanamaker |
| Morgan 8 | Rimbalzi | 10 Melli    |

| Arbitri: | Alper Altuğ Köselerli İsmail Aydın Seher Ayşenur Yazıcıoğlu |

|               |          |                            |
| Mahmutoğlu 18 | Punti    | 20 Hamilton                |
| Güler 6       | Assist   | 3 Hamilton, Edge, Calloway |
| Melli 8       | Rimbalzi | 14 Hamilton                |

| Arbitri: | Aytuğ Ekti Zafer Yılmaz Ali Şakacı |

|                      |          |                    |
| Lima, Weems 12       | Punti    | 15 Gudurić, Vesely |
| Boatright, Diebler 4 | Assist   | 5 Melli            |
| Lima 8               | Rimbalzi | 12 Melli           |

| Arbitri: | Mehmet Serdar Ünal Halil Baldemir Can Mavisu |

|                     |          |           |
| Thompson 16         | Punti    | 17 Harris |
| Wanamaker 7         | Assist   | 4 Harris  |
| Thompson, Gudurić 6 | Rimbalzi | 8 Fall    |

| Arbitri: | Erşan Kartal Ahmet Ersan Ergüle Ahmet Tatlıcı |

|             |          |             |
| Birčević 19 | Punti    | 12 Melli    |
| Toolson 6   | Assist   | 10 Sloukas  |
| Buva 11     | Rimbalzi | 12 Thompson |

| Arbitri: | Emin Moğulkoç Özlem Yalman Kaan Büyükçil |

|           |          |                             |
| Kulig 16  | Punti    | 20 Datome                   |
| Rautins 7 | Assist   | 4 Wanamaker                 |
| Thomas 6  | Rimbalzi | 5 Melli, Düverioğlu, Datome |

| Arbitri: | Yener Yılmaz Ziya Özorhon Kerem Baki |

|              |          |             |
| Wanamaker 15 | Punti    | 22 McCollum |
| Vesely 6     | Assist   | 4 Douglas   |
| Thompson 11  | Rimbalzi | 9 Štimac    |

| Arbitri: | Mehmet Keseratar Semih Vural Duhan Köyiçi |

|           |          |            |
| Armand 20 | Punti    | 18 Vesely  |
| Öğüt 7    | Assist   | 4 Sloukas  |
| Carter 8  | Rimbalzi | 8 Thompson |

| Istanbul 4 marzo 2018, ore 13:00 19ª giornata | Fenerbahçe | – referto | Galatasaray | Ülker Sports Arena |

### Euroleague

#### Regular season
Tutti gli orari fanno riferimento al fuso orario CET (UTC+1)
| Arbitri: | Christos Christodoulou Ilija Belosevic Rain Peerandi |

|                           |          |            |
| Shermadini 12             | Punti    | 15 Sloukas |
| Nedović, Díaz, McCallum 3 | Assist   | 7 Sloukas  |
| Brooks 6                  | Rimbalzi | 7 Veselý   |

| Arbitri: | Miguel Perez Perez Ioannis Foufis Jakub Zamojski |

|                    |          |            |
| M'Baye, Bertāns 16 | Punti    | 17 Sloukas |
| Theodore 7         | Assist   | 9 Sloukas  |
| Tarczewski 6       | Rimbalzi | 11 Melli   |

| Arbitri: | Daniel Hierrezuelo Milivoje Jovcic Artūras Šukys |

|             |          |                          |
| Veselý 15   | Punti    | 20 Simon                 |
| Wanamaker 7 | Assist   | 4 Simon                  |
| Melli 8     | Rimbalzi | 5 Dunston, Štimac, Simon |

| Arbitri: | Borys Ryzhyk Robert Lottermoser Benjamin Jimenez |

|             |          |           |
| Pappas 24   | Punti    | 15 Veselý |
| Calathes 6  | Assist   | 4 Sloukas |
| Singleton 8 | Rimbalzi | 8 Melli   |

| Arbitri: | Ilija Belosevic Matej Boltauzer Elias Koromilas |

|           |          |                     |
| Datome 16 | Punti    | 11 San Emeterio     |
| Sloukas 7 | Assist   | 4 Vives, Van Rossom |
| Melli 6   | Rimbalzi | 8 Thomas            |

| Arbitri: | Daniel Hierrezuelo Tomislav Hordov Mehdi Difallah |

|             |          |                      |
| Rubit 12    | Punti    | 15 Veselý            |
| Zīsīs, Lô 3 | Assist   | 7 Sloukas            |
| Wright 8    | Rimbalzi | 6 Sloukas, Wanamaker |

| Arbitri: | Borys Ryzhyk Benjamin Jimenez Carmelo Paternicò |

|                    |          |                |
| Nunnally 22        | Punti    | 21 Roberts     |
| Nunnally, Datome 4 | Assist   | 6 Papanikolaou |
| Nunnally 4         | Rimbalzi | 7 Printezīs    |

| Arbitri: | Sasa Pukl Robert Lottermoser Oļegs Latiševs |

|              |          |                      |
| Rodríguez 20 | Punti    | 31 Veselý            |
| de Colo 6    | Assist   | 9 Sloukas, Wanamaker |
| Clyburn 6    | Rimbalzi | 12 Thompson          |

| Arbitri: | Christos Christodoulou Ilija Belosevic Juan Carlos Garcia Gonzalez |

|             |          |            |
| Nunnally 20 | Punti    | 21 Šved    |
| Wanamaker 6 | Assist   | 5 Šved     |
| Datome 7    | Rimbalzi | 5 Robinson |

| Arbitri: | Luigi Lamonica Sreten Radovic Matej Boltauzer |

|              |          |                   |
| Shengelia 13 | Punti    | 16 Nunnally       |
| Granger 6    | Assist   | 6 Sloukas, Veselý |
| Voigtmann 6  | Rimbalzi | 6 Wanamaker       |

| Arbitri: | Robert Lottermoser Elias Koromilas Milan Nedovic |

|            |          |            |
| Hanga 15   | Punti    | 17 Sloukas |
| Heurtel 10 | Assist   | 5 Sloukas  |
| Séraphin 9 | Rimbalzi | 8 Melli    |

| Arbitri: | Miguel Perez Perez Piotr Pastusiak Spiros Gkontas |

|              |          |           |
| Wanamaker 19 | Punti    | 22 Pangos |
| Nunnally 6   | Assist   | 7 Pangos  |
| Veselý 5     | Rimbalzi | 6 Toupane |

| Arbitri: | Christos Christodoulou Fernando Rocha Michele Rossi |

|           |          |            |
| Veselý 15 | Punti    | 15 Dobrić  |
| Sloukas 8 | Assist   | 4 Dangubić |
| Veselý 8  | Rimbalzi | 9 Lessort  |

| Arbitri: | Damir Javor Carlos Peruga Joseph Bissang |

|                   |          |           |
| Jackson 20        | Punti    | 18 Veselý |
| Jackson, Bolden 5 | Assist   | 5 Dixon   |
| Bolden 9          | Rimbalzi | 8 Melli   |

| Arbitri: | Robert Lottermoser Elias Koromilas Carmelo Paternicò |

|                     |          |           |
| Wanamaker 20        | Punti    | 20 Dončić |
| Sloukas, Nunnally 3 | Assist   | 10 Dončić |
| Melli 7             | Rimbalzi | 8 Dončić  |

| Arbitri: | Sasa Pukl Sreten Radovic Jakub Zamojski |

|                                |          |                      |
| Gudurić 18                     | Punti    | 15 Shengelia         |
| Thompson, Wanamaker, Sloukas 4 | Assist   | 5 Granger            |
| Thompson 10                    | Rimbalzi | 6 Poirier, Shengelia |

| Arbitri: | Christos Christodoulou Milivoje Jovcic Michele Rossi |

|                    |          |            |
| Abalde 11          | Punti    | 15 Gudurić |
| Van Rossom 7       | Assist   | 10 Sloukas |
| Dubljević, Pleiß 5 | Rimbalzi | 11 Melli   |

| Arbitri: | Luigi Lamonica Fernando Rocha Oļegs Latiševs |

|               |          |              |
| Thompson 14   | Punti    | 14 Singleton |
| 7 giocatori 2 | Assist   | 7 Calathes   |
| Veselý 8      | Rimbalzi | 12 Singleton |

| Arbitri: | Juan Carlos Garcia Gonzalez Carmelo Paternicò Anne Panther |

|                                 |          |                                     |
| Douglas 28 McCollum 18 Dragić 9 | Punti    | 18 Wanamaker 16 Mahmutoğlu 14 Melli |
| Dragić 5                        | Assist   | 8 Wanamaker                         |
| Brown 6                         | Rimbalzi | 7 Melli                             |

| Arbitri: | Ilija Belosevic Sasa Pukl Sergio Silva |

|                                 |          |                                               |
| Wanamaker 24 Melli 23 Veselý 12 | Punti    | 21 Heurtel 20 Tomić 12 Hanga, Koponen, Claver |
| Wanamaker 7                     | Assist   | 7 Ribas                                       |
| Veselý, Wanamaker 5             | Rimbalzi | 7 Tomić                                       |

| Arbitri: | Luigi Lamonica Robert Lottermoser Carlos Peruga |

|                                                              |          |                                                    |
| Spanoulīs, Strēlnieks 19 McLean, Printezīs 12 Papanikolaou 9 | Punti    | 24 Dixon 8 Düverioğlu, Gudurić, Veselý 7 Wanamaker |
| Spanoulīs, Strēlnieks, Printezīs, Mantzarīs 3                | Assist   | 3 Güler, Sloukas                                   |
| Printezīs 7                                                  | Rimbalzi | 5 Düverioğlu, Veselý                               |

| Arbitri: | Christos Christodoulou Borys Ryzhyk David Romano |

|                                  |          |                                |
| Veselý 26 Gudurić 10 Wanamaker 9 | Punti    | 18 Musli 11 Hackett 10 Hickman |
| Wanamaker 5                      | Assist   | 3 Wright, Nikolić              |
| Veselý 11                        | Rimbalzi | 8 Musli                        |

| Arbitri: | Juan Carlos Garcia Gonzalez Milivoje Jovcic Ioannis Foufis |

|                                               |          |                                   |
| Thompson 15 Sloukas 13 Wanamaker, Nunnally 11 | Punti    | 19 Micov 11 Kuzminskas 9 Jerrells |
| Sloukas, Wanamaker 6                          | Assist   | 7 Cinciarini                      |
| Melli 6                                       | Rimbalzi | 8 Tarczewski                      |

| Madrid 2 marzo 2018, ore 18:00 24ª giornata | Real Madrid | – referto | Fenerbahçe | WiZink Center |

### Coppa del Presidente
| Arbitri: | Ozan Çakar Ziya Özorhan Mehmet Şahin |

|             |          |                                 |
| Veselý 18   | Punti    | 15 Caloiaro                     |
| Sloukas 4   | Assist   | 3 Altıntığ, Geçim, Odum, Taylor |
| Thompson 13 | Rimbalzi | 7 Vidmar                        |

| Quintetto titolare | Quintetto titolare | Quintetto titolare | Pt   | Rim  | Ass  |
| ------------------ | ------------------ | ------------------ | ---- | ---- | ---- |
| AC                 | 2                  | Jason Thompson     | 7    | 12   | 2    |
| G                  | 11                 | Brad Wanamaker     | 11   | 2    | 3    |
| PG                 | 16                 | Kōstas Sloukas     | 13   | 2    | 4    |
| AP                 | 21                 | James Nunnally     | 6    | 3    | 3    |
| AG                 | 24                 | Jan Veselý         | 18   | 7    | 2    |
| Panchina:          |                    |                    |      |      |      |
| A                  | 3                  | Efe Ergi Tırpancı  | n.e. | n.e. | n.e. |
| A                  | 5                  | Barış Hersek       | 2    | 1    | 1    |
| G                  | 10                 | Melih Mahmutoğlu   | 2    | 4    | 0    |
| AP                 | 18                 | Egehan Arna        | n.e. | n.e. | n.e. |
| G                  | 32                 | Sinan Güler        | 0    | 0    | 1    |
| C                  | 44                 | Ahmet Düverioğlu   | 2    | 1    | 1    |
| AP                 | 70                 | Luigi Datome       | 14   | 5    | 0    |
| Allenatore:        |                    |                    |      |      |      |
| Željko Obradović   |                    |                    |      |      |      |

| Fenerbahçe |  | Banvit |

| Vincitrice Coppa del Presidente 2017 |
| ------------------------------------ |
| Fenerbahçe 7º titolo                 |

| Quintetto titolare | Quintetto titolare | Quintetto titolare | Pt   | Rim  | Ass  |
| ------------------ | ------------------ | ------------------ | ---- | ---- | ---- |
| A                  | 2                  | Adonis Thomas      | 7    | 3    | 1    |
| A                  | 8                  | Tolga Geçim        | 5    | 5    | 3    |
| PG                 | 13                 | Jake Odum          | 10   | 0    | 3    |
| AC                 | 14                 | Gašper Vidmar      | 10   | 7    | 1    |
| P                  | 21                 | Tony Taylor        | 7    | 4    | 3    |
| Panchina:          |                    |                    |      |      |      |
| A                  | 22                 | Angelo Caloiaro    | 15   | 3    | 0    |
| AG                 | 7                  | Damian Kulig       | 6    | 5    | 0    |
| G                  | 10                 | Can Altıntığ       | 4    | 2    | 3    |
| C                  | 12                 | Metehan Akyel      | n.e. | n.e. | n.e. |
| G                  | 20                 | Rıdvan Öncel       | n.e. | n.e. | n.e. |
| P                  | 11                 | Erkin Şenel        | n.e. | n.e. | n.e. |
| C                  | 35                 | Ragıp Berke Atar   | n.e. | n.e. | n.e. |
| Allenatore:        |                    |                    |      |      |      |
| Sašo Filipovski    |                    |                    |      |      |      |